# Ivan Cvetko
Ivan Cvetko (rođen 1924. u Novom Mestu, sadašnja Slovenija -†1996) je bio srpski slikar. Slikarstvo je učio u Beogradu. Od 1952.redovno je izlagao na izložbama ULUS-a i "Samostalnih" 1952.- 54,kao i na više Oktobarskih salona Beograda.
Bio je član Udruženja likovnih umetnika Srbije i Saveza od 1954.do smrti,1996. Samostalno je izlagao u Beogradu 1956. i 1960,u Zagrebu 1958,kasnije u Sarajevu, Skoplju, Podgorici, Karlovcu, Rijeci i Puli. Grupno izlagao na mnogim izložbama u zemlji i inostranstvu: Moskvi, Sankt Petersburgu, Londonu, Pragu, Budimpešti, Vroclavu, Krakovu, Varšavi, Bukureštu, Berlinu, Sofiji, Bagdadu, Alžiru, Senegalu, Maroku, Havani, Pekingu, Mongoliji. Slike se nalaze u mnogim privatnim galerijama i kolekcijama.
Dobitnik je mnogih nagrada za slikarstvo. Bio je učesnik NOB- a i nosilac više odlikovanja. 1951. godine, sa Brankom Šotrom, osniva galeriju Doma JNA Beograd,koja od tada aktivno učestvuje u likovnom životu čitave tadašnje Jugoslavije. Bio je dugogodišnji načelnik za umetnost u JNA.